# Antonov An-3
Antonov An-3 là một mẫu máy bay nông nghiệp của Liên Xô/Ukraina. Về bản chất đây là thiết kế An-2 với động cơ phản lực cánh quạt, được nâng cấp để thay thế cho An-2. Mẫu đầu tiên bay vào ngày 13 tháng 5-1980, nhưng do thiếu sự quan tâm của chính quyền đối với dự án, nên công việc tiến triển rất chậm chạp - các chuyến bay thử nghiệm đã không được hoàn thành cho đến năm 1991. Đây là một trong số vài thiết kế máy bay động cơ tuabin khí hai tâng cánh cho đến nay.
Dự án được tái sinh vào cuối thập niên 1990 khi nó được tiếp quản bởi Polyot State Aerospace Enterprise (Công ty Không gian vũ trụ Nhà nước Polyot), và một chiến dịch tiếp thị nghiêm túc bắt đầu vào năm 2000, dù việc bán bị giới hạn. An-3 có hai cấu hình, một là máy bay nông nghiệp cơ bản (An-3SKh - "Selsko-Khosiajstwenni") và một là máy bay vận tải dân dụng (An-3T) có thể chở 12 hành khách hoặc 1.800 kg (4.000 lb) hàng hóa.
Dù nó được mang tên An-3, nhưng chữ số này không được chỉ định liên tiếp. Antonov gọi như vậy với ngụ ý đây là một máy bay thay thế cho An-2.
Những nỗ lực khác để thay thế An-2 sử dụng ở các nông trại Liên Xô được thực hiện vào thập kỷ 1970 với WSK-Mielec M-15 Belphegor, nhưng nó đã thất bại.

## Thông số kỹ thuật (An-3)

### Đặc điểm riêng
- Phi đoàn: 2
- Sức chứa: 2.200 L (540 gal) hóa chất
- Chiều dài: 14.0 m (45 ft 11 in)
- Sải cánh: 18.2 m (59 ft 8 in)
- Chiều cao: 4.9 m (16 ft)
- Diện tích cánh: 71.6 m² (770 ft²)
- Trọng lượng rỗng: 1.800 kg (3.968 lb)
- Trọng lượng cất cánh: 3.200 kg (7.000 lb)
- Trọng lượng cất cánh tối đa: 5.800 kg (13.000 lb)
- Động cơ: 1× động cơ phản lực cánh quạt Glushenkov TVD-20M, 1.066 kW (1.430 shp)

### Hiệu suất bay
- Vận tốc cực đại: 260 km/h (140 knots, 160 mph)
- Vận tốc hành trình: 220 km/h (120 knots, 135 mph)
- Tầm bay:
  - Tối đa nhiên liệu: 1.025 km (553 nm, 637 mi)
  - Tối đa tải: 300 km (160 mm, 190 mi)
- Trần bay: 4.400 m (14.000 ft)
- Vận tốc lên cao: 5 m/s (980 ft/min)
- Lực nâng của cánh: 81 kg/m² (16.5 lb/ft²)
- Lực đẩy/trọng lượng: 180 W/kg (0.11 hp/lb)

## Nội dung liên quan

### Máy bay có cùng sự phát triển
- Antonov An-2
- Antonov An-4
- Antonov An-6

### Máy bay có tính năng tương đương
- PAC Cresco

### Trình tự thiết kế
- An-2 - An-3 - An-4 - An-6 - An-8